# Білл Ірвін
Вільям Міллз Ірвін (англ. William Mills Irwin, 11 квітня 1950, Санта-Моніка, Каліфорнія) — американський актор, клоун і комік.
Він почав кар'єру на водевільних театральних виставах, через що був відзначений за свій вклад у відродження американського цирку впродовж 1970-х років. Він також неодноразово з'являвся у фільмах і телесеріалах і здобув премію «Тоні» за найкращу чоловічу роль у бродвейській постановці п'єси «Хто боїться Вірджинії Вульф?» 2005 року. Окрім цього він відомий за роль містера Нудла у «Світі Елмо» «Вулиці Сезам», з'являвся в короткометражному епізоді «Чи рухає повітря речі» «Вулиці Сезам», на постійній основі грає роль лікаря Пітера Ліндстрема в телесеріалі «Закон і порядок: Спеціальний корпус». 2020 року зіграв головного героя серії в епізоді серіалу «Зоряний шлях: Дискавері» «Су'Кал».

## Вибрана фільмографія

### XXI століття
- 2024 — Прилив / High Tide — Скотт
- 2023 — Растін / Rustin — Ей Джей Мьюст
- 1991—2023 — Вулиця Сезам / Sesame Street — різні ролі (56 епізодів)
- 2022 — Обережно спойлери / Spoiler Alert — Боб
- 2013—2022 — Закон і порядок: Спеціальний корпус / Law & Order: Special Victims Unit — Д-р Пітер Ліндстрем (17 епізодів)
- 2018—2022 — Це — ми / This Is Us — д-р Спенсер
- 2022 — Вибула / The Dropout — Ченнінг Робертсон (4 епізоди)
- 2022 — Позолочене століття / The Gilded Age — Корнеліус Екгард (1 епізод)
- 2020—2021 — Зоряний шлях: Дискавері / Star Trek: Discovery — Су'Кал
- 2020— Чесний кандидат / Irresistible — Елтон Чемберс
- 2017—2019 — Легіон / Legion — Кері Лаудермілк (27 епізодів)
- 1998—2017 — Світ Елмо / Elmo's World — містер Нудл (34 епізоди)
- 2016 — Куоррі / Quarry — Гарлоу (1 епізод)
- 2015—2016 — Сонна лощина / Sleepy Hollow — Аттікус Невінс (4 епізоди)
- 2015 — На південь від пекла / South of Hell — Енос Абаскаль (8 епізодів)
- 2015 — Рікі та Флеш / Ricki and the Flash — батько-одинак
- 2014 — Інтерстеллар / Interstellar — TARS (голос)
- 2014 — Блакитна кров / Blue Bloods — кардинал Бреннан (2 епізоди)
- 2014 — Елементарно / Elementary — Річард Балсілі (1 епізод)
- 2013 — Ранок понеділка / Monday Mornings — д-р Бак Тьєрні (10 епізодів)
- 2008—2011 — CSI: Місце злочину / CSI: Crime Scene Investigation — Нейт (Натан) Гаскелл
- 2011 — Не вимикай світло / Lights Out — Гол Бреннан (8 епізодів)
- 2011 — Гарна дружина / The Good Wife — Фред Медкіфф
- 2008 — Рейчел одружується / Rachel Getting Married — Пол Бухман
- 2008 — Закон і порядок / Law & Order — Еллісон Конвей (1 епізод)
- 2007 — Крізь Всесвіт / Across the Universe — дядя Тедді
- 2006 — Закон і порядок: Злочинні наміри / Law & Order: Criminal Intent — Нейт Ройс
- 2006 — Дівчина з води / Lady in the Water — пан Лідс
- 2004 — Маньчжурський кандидат / The Manchurian Candidate — скаутмайстер
- 2004 — Правда про Міранду / The Truth About Miranda — Еміль
- 2002 — Ігбі йде на дно / Igby Goes Down — лейтенант Сміт
- 1988 — Вісімка вибуває з гри / Eight Men Out — Едді Коллінз